# Paul Du Bois-Reymond
Paul Du Bois-Reymond (Berlino, 2 dicembre 1831 – Friburgo in Brisgovia, 7 aprile 1889) è stato un matematico tedesco.
Era fratello del biologo Emil Du Bois-Reymond.
Si occupò principalmente della teoria delle funzioni e della fisica matematica. Si interessò anche della teoria di Sturm-Liouville, delle equazioni integrali, del calcolo delle variazioni e delle serie di Fourier. In quest'ultimo campo nel 1873 formulò un teorema per il quale è possibile costruire una funzione continua la cui serie di Fourier non è convergente. Il teorema fornisce una condizione sufficiente perché una funzione continua non sia convergente.
Du Bois-Reymond dimostrò che una serie trigonometrica convergente in ogni punto ad una funzione continua è la serie di Fourier di tale funzione. Gli è dovuto anche un teorema sull'incremento delle successioni: data una qualsiasi successione di scale d'incremento, ciascuna delle quali sia più rapida delle precedenti, è possibile trovare una scala il cui incremento sia più rapido di tutte le precedenti.
Nel campo della fisica matematica si interessò particolarmente alla meccanica dei fluidi.
Nel campo dell'analisi infinitesimale, nell'articolo Über die Paradoxen des Infinitär-Calcüls ("Sui paradossi del calcolo infinitesimale") del 1877, egli scrive: 
« L'infinitamente piccolo è una quantità matematica che ha tutte le proprietà in comune con le quantità finite ... Accettare il concetto di infinitamente piccolo è tutt'altro che facile. Tuttavia se si riesce a pensare in modo coraggioso e libero, l'iniziale diffidenza si tramuterà presto in una piacevole certezza. La maggior parte delle persone sono disposte ad accettare l'infinito nello spazio e nel tempo, e non solamente una "grandezza illimitata", ma avranno difficoltà ad accettare l'infinitamente piccolo, nonostante il fatto che l'infinitamente piccolo abbia il medesimo diritto di esistere dell'infinitamente grande. »

## Opere
- De Aequilibrium Fluidorum (Tesi di laurea, 1859)
- Über die Fourierschen Reihen, Göttingen 1873.
- Eine neue Theorie der Konvergenz und Divergenz von Reihen mit positiven Gliedern, Berlino, 1873
- Allgemeine Functionentheorie,  Tübingen 1882
- Über lineare partielle Differentialgleichungen 2. Ordnung, Berlino, 1889
- Über die Grundlagen der Erkenntnis in den exacten Wissenschaften, Tübingen, 1890